# Hippospongia osculata
Hippospongia osculata är en svampdjursart som beskrevs av Lendenfeld 1889. Hippospongia osculata ingår i släktet Hippospongia och familjen Spongiidae. Inga underarter finns listade i Catalogue of Life.